# Lucien Berland
Lucien Berland (abreviado Berland) fue un entomólogo y aracnólogo francés, nacido el 14 de mayo de 1888, en Ay (Marne) y fallecido el 18 de agosto de 1962 en Versalles.
Fascinado desde niño por naturaleza, estudió en el Lycée Charlemagne y la Sorbona, donde se graduó en Ciencias Naturales en 1908. Por los consejos de Emil Racovita (1868-1947) y de Alice Pruvot-Fol (1873-1972), se dirigió hacia el estudio de las arañas. Se encontró con Louis Eugène Bouvier (1856-1944) del Museo de París, quien le presentó a Eugène Simon (1848-1924), el aracnólogo más famoso de la época.
Berland se unió al Museo Nacional de Historia Natural de Francia en 1912 como asistente en el Laboratorio de Entomología, encabezada por Eugene Bouvier. Berland es inmediatamente responsable de las colecciones de miriápodos, de los arácnidos , neurópteros, ortópteros y himenópteros. Berland fue gravemente herido en Verdún durante la Primera Guerra Mundial. Uno de sus hijos fue asesinado por los alemanes en 1944. Él dirigió la Sociedad Zoológica de Francia en 1952.
Publicó más de 200 trabajos, que en su mayoría se ocupaban de cuestiones de rutina. Berland también examina el comportamiento de las arañas y de las avispas depredadoras. Viajó extensamente en África del Norte y subsahariana. Berland, con Louis Fage (1883-1964) completa la publicación póstuma Arachnides de France (1874-1937) de Eugene Simon. Estudió las arañas reportadas por Charles A. Alluaud (1861-1949) y René Gabriel Jeannel (1879-1965) de África Oriental (1911-1912). Tradujo del alemán Arachnida (1919), de Carl Friedrich Roewer (1881-1963) y del inglés La Menace des insectes (1935), de Leland Ossian Howard (1857-1950).

## Lista parcial de publicaciones
- 1925: Faune de France. 10, Hyménoptères vespiformes, I, Sphegidae, Pompilidae, Scoliidae, Sapygidae, Mutillidae (Paul Lechevalier, París)
- 1927: « Les Araignées ubiquistes, ou à large répartition, et leurs moyens de dissémination », Compte rendu sommaire des séances de la Société de biogéographie, 23 : 65-67
- 1929: Faune de France. 19, Hyménoptères vespiformes, II, Eumenidae, Vespidae, Masaridae, Bethylidae, Dryinidae, Embolemidae (Paul Lechevalier, París)
- 1929: « Araignées recueillies par Madame Pruvot aux îles Loyalty », Bulletin de la Société zoologique de France, LIV : 387-399
- 1929: con Léon Bertin (1896-1954), La Faune de la France. Fascicule 2. Arachnides et Crustacés (Delagrave, París)
- 1930: « Curieuse anomalie oculaire chez une araignée », Bulletin de la Société zoologique de France, LV : 193-195
- 1932: Les Arachnides : (scorpions, araignées, etc.) : biologie systématique (Paul Lechevalier, París)
- 1933: « Sur le parasitisme des phorides (diptères) », Bulletin de la Société zoologique de France, LVIII : 529-530
- 1934: « Un cas probable de parthénogenèse géographique chez Leucorpis Gigas (Hyménoptère) », Bulletin de la Société zoologique de France, LVIX : 172-175
- 1934: « Une nouvelle espèce de Nemoscolus (araignée) du Soudan français, et son industrie », Bulletin de la Société zoologique de France, LVIX : 247-251
- 1934: con Jacques Pellegrin (1873-1944), « Sur une araignée pêcheuse de poissons », Bulletin de la Société zoologique de France, LVIX : 210-212
- 1938: Les Araignées (Stock, París, collection Les Livres de nature)
- 1938: con Francis Bernard (1908-1990), Faune de France. 34, Hyménoptères vespiformes. III. (Cleptidae, Crysidae, Trigonalidae) (Paul Lechevalier, París)
- 1939: Les Guêpes (Stock, París, collection Les Livres de nature)
- 1940: con Raymond Benoist (?-1970), F. Bernard et Henri Maneval (1892-1942), La Faune de la France en tableaux synoptiques illustrés... Tome 7. Hyménoptéres (Delagrave, París)
- 1941: con Jacques Millot (1897-1980), Les Araignées de l'Afrique Occidentale Française (Éditions du Muséum, París), Mémoires du Muséum national d'histoire naturelle. Nouvelle série. T. XII. Fascicule 2
- 1942: Les insectes et l'homme (Presses universitaires de France, París, Collection Que sais-je?, n° 83) – tercera ed. 1962
- 1944: Les Scorpions (Stock, París, collection Les Livres de nature)
- 1947: Atlas des hyménoptères de France, Belgique, Suisse (Boubée, París) – réeditado en 1958, 1976
- 1947: Faune de France. 47, Hyménoptères tenthrédoïdes (Paul Lechevalier, París)
- 1955: Les Arachnides de l'Afrique noire française (IFAN, Dakar)
- 1962: Atlas des Névroptères de France, Belgique, Suisse. Mégaloptères, Raphidioptères, Névroptères planipennes, Mécoptères, Trichoptères (Boubée, París)

## Epónimos
- Cyclatemnus berlandi Vachon, 1938, (Atemnidae)
- Afraflacilla berlandi Denis, 1955, (Salticidae)
- Brachyphaea berlandi Lessert, 1915, (Corinnidae)
- Hasarius berlandi Lessert, 1925, (Salticidae)
- Heterogriffus berlandi Lessert, 1938, (Thomisidae)
- Opopaea berlandi Simon & Fage, 1922, (Oonopidae)
- Pholcus berlandi Millot, 1941, (Pholcidae)
- Saitis berlandi Roewer, 1951, (Salticidae)
- Speocera berlandi Machado, 1951, (Ochyroceratidae)
- Theridion berlandi Roewer, 1942, (Theridiidae)

## Abreviatura (zoología)
La abreviatura Berland  se emplea para indicar a Lucien Berland como autoridad en la descripción y taxonomía en zoología.